# Kenneth McIntyre
Pour les articles homonymes, voir McIntyre.
Kenneth Gordon McIntyre, né le 22 août 1910 à Geelong dans l'État de Victoria et mort le 20 mai 2004, est un avocat, historien et mathématicien australien. 
Il est connu pour son livre The Secret Discovery of Australia - Portuguese ventures 200 years before Captain Cook qui démontre la théorie selon laquelle, les navigateurs portugais furent les premiers à atteindre et reconnaître les côtes australiennes au début du XVIesiècle.
Il étudie le droit à l'Université de Melbourne. Il devient enseignant et en 1945, quitte l'enseignement pour se présenter à l'élection municipale d'une commune de la banlieue de Melbourne. Il remporte les élections municipales et s'occupe aussitôt du logement social. Il est fait officier de l'Ordre de l'Empire britannique pour le travail effectué pour cette cause sociale.

## Théorie de la découverte de l'Australie par les Portugais

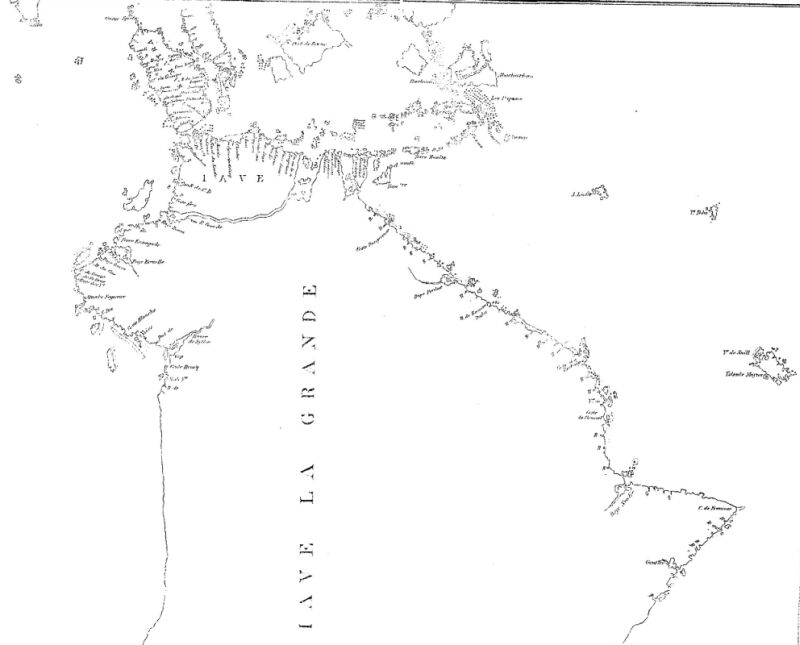
Représentation de l'Australie (Jave La Grande) au XVIesiècle.

Retiré de la vie politique et municipale en 1956, McIntyre se consacre à sa passion sur la découverte de son pays l'Australie. Il étudie les cartes marines et les mappemondes de l'École de cartographie de Dieppe, qui représentent une très grande île, ayant la forme de l'Australie, située au sud du sud-est asiatique et dénommée "La Grande Jave". Il en conclut que les marins portugais furent les premiers à accoster en Australie, notamment le premier d'entre eux, Cristóvão de Mendonça, qui longea les côtes australiennes à la tête de trois caravelles en 1522.
Il élabore une théorie appelée : Théorie de la découverte de l'Australie par les Portugais
En 1977, il publie son livre, "The Secret Discovery of Australia - Portuguese ventures 200 years before Captain Cook", consacré à cette théorie qui détrône l'arrivée du navigateur hollandais, Willem Janszoon, en 1606 et celle de James Cook en 1770. Son ouvrage rencontre un grand succès auprès des lecteurs australiens. En 1983, Le gouvernement portugais l'élève au rang de Commandeur de l'Ordre de l'Infant Dom Henrique pour son travail sur les explorations portugaises en Océanie.
En 2004, après sa mort, sa famille donna son œuvre et l'ensemble de ses documents et cartes anciennes, à la Bibliothèque nationale australienne.

## Système McIntyre
McIntyre était aussi passionné pour les mathématiques. Cela l'a amené à développer, en 1931, un système mathématique de gestion des éliminatoires dans ce qui était alors connu sous le nom de l'Australian Football League. L'algorithme développé par McIntyre permettrait de déterminer quelles équipes seraient en finale. Connu sous le nom de "Système McIntyre", une version de ce système a été utilisée par l'AFL jusqu'en l'an 2000. Le "système McIntyre"  est encore utilisé par la National Rugby League australienne. 